# Kristine Bayley
Kristine Bayley (nascida em 22 de junho de 1983 em Perth) é uma corredora ciclista profissional australiana.

## Biografia
É a irmã de Ryan Bayley e a mulher de Shane Perkins, todos dois antigos rivais em pista.

## Palmarés em pista

### Campeonatos mundiais
- Maiorca 2007
  -  Medalha de bronze da velocidade por equipas (com Anna Meares)

### Copa do mundo
- 2004
  - 3.º da velocidade por equipas em Manchester (com Rosealee Hubbard)
- 2006-2007
  - 3.º da velocidade por equipas em Manchester (com Anna Meares)

### Jogos da Oceânia
- 2006
  -  Medalha de ouro dos 500 metros
  -  Medalha de prata da velocidade individual
  -  Medalha de bronze do keirin

### Campeonato da Austrália
- 2004
  - 3.º dos 500 metros
- 2005
  - 2.º do keirin
  - 3.º dos 500 metros
- 2006
  -  Campeã da Austrália dos 500 metros
  - 3.º do keirin
  - 3.º da velocidade individual
- 2007
  - 2.º dos 500 metros
  - 3.º do keirin
  - 3.º da velocidade individual